# Championnat d'Europe de polo 1999
Navigation
Édition précédente Édition suivante
Le championnat d'Europe de polo 1999, quatrième édition du championnat d'Europe de polo, a lieu en 1999 à Chantilly, en France. Il est remporté par l'Angleterre.